# Szalay Sándor (nyomdász)
Szalay Sándor (Kaposvár, 1896. április 17. – Budapest, 1981. július 20.) nyomdász, könyvkiadó, könyvkereskedő, munkásmozgalmi aktivista, eszperantista és antifasiszta ellenálló volt. Ez utóbbiként az ő kezdeményezéséből (Magyar Hazafiak Szabadság Szövetsége) fejlődött ki a Bajcsy-Zsilinszky Endre fémjelezte ellenállási csoport.

## Fiatalkora
Szalay Sándor 1896. április 17-én született Kaposváron, Szalay Sándor és Szalay Erzsébet első gyermekeként. Apja tényői születésű volt és katonaidejét a pápai 7. Honvéd Huszárezrednél szolgálta le huszárként, majd feleségül vette a kaposvári születésű unokatestvérét és a kaposvári rendőrség kötelékébe lépett. Később a Kaposvár Vármegyeháza őrségének vezetőjeként szolgált. 
Iskolai tanulmányait Kaposváron, a MÁV Meggyes utcai internátusában kezdte, Vajthó Jenő tanítónál, majd a belvárosi polgári iskolában folytatta, Csukly Gyulánál. A következő osztályait az Anna utcai, majd a Petőfi utcai iskolákban végezte. Ezután visszatért a belvárosi polgári iskolába, ahol 12. éves koráig tanult. 1908. június 16-án lett nyomdászinas a kaposvári vármegyeháza nyomdájában. Itt ismerkedett meg Erényi Ferenccel, aki megismertette a munkásmozgalommal és a szocialista eszmével.
1912. augusztus 15-én lépett be a Magyarországi Szociáldemokrata Pártba.

## Az első világháború alatt
1914-ben sorozási írnok volt. 1915. május 23-án behívták sorozásra, de alkalmatlannak találták. Fél év múlva, 1915. december 24-én újra sorozásra hívták, és ezúttal alkalmasnak is találták, így bevonult tüzérnek a 7. komáromi vártüzérekhez. A kiképzés után a komáromi Spitzer nyomdába irányították külső munkára. 1916. június 2-án Dél-Tirolba vezényelték. Bécsen, Sankt Pöltenen, Amstettenen, Salzburgon és Innsbruckon át Trentóba négy nap alatt jutottak el vasúton. Innét gyalogosan meneteltek a frontra a Via Judicarián Ronconéba. Augusztus 19-én a tiszti szállás sziklából kivájása közben, csákánnyal egy fel nem robbant töltetet tartalmazó sziklát megütve, a szikla felrobbant és ő súlyosan megsérült. Nozzolo Grandón látták el a sérüléseit, és Trentóban, majd Bolzanóban lábadozott. Végül Innsbruckban szedték ki a köveket a szemeiből. Innét szeptember 12-én bocsátották haza, és a győri evangélikus szeretetkórházban lábadozott. Október közepén érkezett vissza korábbi állomáshelyére, Komáromba. Itt a következő tavaszig főleg őrszolgálatot teljesített, majd május 23-val ismét kivezényelték a Spitzer nyomdába külső szolgálatra. Itt egészen 1918. március elejéig dolgozhatott, amikor visszavezényelték az olasz frontra. Cavalesében aknavető-kiképzésen vett részt, ahol maláriában megbetegedett. Ismét Bolsanóban kezelték, majd Sankt-Johann in Tirolban. Innét először Mosonmagyaróvárra küldték lábadozni, majd visszavezényelték az ezredéhez Komáromba. Itt egy kisebb megszakítással augusztusig maradt, majd augusztus 16-án visszavezényelték Trentóba. Ezúttal a lába dagadt be néhány nappal az érkezés után, így ismét kórházba került. Gyógyulása után Ravinában tüzérségi távírász tanfolyamra osztották be. Itt is maradt egészen november 2-ig, amikor először Trentóba meneteltették őket, majd egyszerűen ott helyben feloszlatták és szélnek eresztették a századát. Nyolc nap alatt jutott haza Kaposvárra.

## Az őszirózsás forradalom és a Tanácsköztársaság alatt
A fosztogatások miatt, a kaposvári kereskedők polgárőrséget szerveztek, amibe ő is belépett. Itt ismerte meg későbbi feleségét, Weisz Erzsébetet, aki ez idő tájt kalapossegédként dolgozott, és akit 1919. április 6-án jegyzett el. A Károlyi-kormány rendeletére újra bevonult, ezúttal a kaposvári 19. honvéd gyalogezredhez. Májusban besorozták a Vörös Hadseregbe, tüzérként Hajmáskérre vezényelték, ahol azonban lovásznak osztották be. Később írnok lett, majd a csehek ellen vezényelték őket, de miután a cseheket nem találták, Budapestre indították. Innét Törökszentmiklósra, majd Karcag felé meneteltek, de a román előretörés elől visszavonultak Szolnok felé. Szolnokról Budapesten át Hajmáskérre tértek vissza. Augusztus 2-án szabadságra hazautazott Kaposvárra. Itt érte a hír a Tanácsköztársaság bukásáról.

## A Horthy korszak

### Házassága
1919. augusztus 6-án házasodott össze Erzsébettel. A választását a szülei (kimondatlanul a felesége zsidó származása miatt) ellenezték, de később nagyon jó kapcsolat alakult ki közöttük és menyük, ill. annak családja között. 

### Politikai (munkásmozgalmi) tevékenysége
Néhány hónappal később valaki feljelentette "vörös könyvek birtoklása" miatt, ezért házkutatást tartottak az otthonában és több vörös kötésű könyv társaságában letartóztatták. Másnap a rendőrfőnök közbenjárására elengedték. Néhány héttel később több barátjával elhatározták, hogy újraalakítják az MSZDP kaposvári szervezetét. Az alakuló ülésen beválasztották a vezetőségbe.
1920. tavaszán újra behívták katonának. A hajmáskéri E-74-es tüzérosztály írnoka lett, majd visszavezényelték Kaposvárra, az ezred nyomdájába műszaki vezetőnek. Októberben szerelt le.
1923-ban lemondott az MSZDP kaposvári elnökségének tagságáról, hogy egy új munkásotthon építésének koordinálására tudjon koncentrálni. Jótékonysági rendezvényekből és önkéntes felajánlásokból, valamint a szervezett munkások "otthon-fillérjeiből" 1924. nyarán készült el a városvezetéstől kapott telken. Ennek a munkásotthonnak a választmányában – melynek Szalay Sándor volt az elnöke – kezdte magyarországi politikai pályafutását Nagy Imre későbbi miniszterelnök. 
A következő évben beválasztották a Somogy-megyei Munkások Fogyasztási Szövetkezete igazgatóságába, de az érintettek érdeklődésének hiánya elkedvetlenítette és Kálmán fia születése után inkább a saját boldogulására akart koncentrálni. 

### Könyv- és papírkereskedő
1926-ban elhagyta Kaposvárt és főleg az apósa által, annak házára felvett 10 millió korona kölcsönből Bátaszéken könyv- és papírkereskedést nyitott. Bár az első hónapokban szinte semmit sem adott el, három évvel később, a hitel visszafizetése után egy jól prosperáló üzletet tudott eladni 4000 pengő készpénzért. Közben, 1927-ben megszületett László fia is.
1929 novemberében 8000 pengőért nyomdát, papír- és könyvkereskedést vásárolt Kiskőrösön Bíró Bálint ügyvédtől. 1931-ben megszületett Piroska lánya és mivel a vállalkozás kereskedés oldala nem ment valami fényesen, továbbá helyi nyomdai megrendelés is nagyon kevés volt, így pontosan három év után ismét költözött a család, ezúttal Budapestre, ahonnét a család megélhetését biztosító szinte összes megrendelés származott. Nyomdáját először a józsefvárosi Tavaszmező u. 1. szám alá költöztette, majd innét átellenbe a 8. szám alá. Főleg hírlapokat és periodikus kiadványokat nyomtatott megrendelésre, de a könyv- és papírkereskedést kénytelen volt bezárni.

### Első bebörtönzése politikai okokból
1934-ben elvállalta a Vasas c. újság nyomását, de a kefelenyomatot csak azután továbbította az ügyészségnek engedélyeztetésre, amikor a kinyomtatott példányokat már elvitték. Néhány óra múlva nyomozók jelentek meg és a kész lapot keresték. Mivel azt nem találták, megelégedtek a kéziratokkal és a szedés megrongálásával. Mivel egyéb retorzió nem érte, felbátorodva több hasonló kiadványt is elvállalt, amiket hasonló módon intézett az ügyészséggel és a rendőrséggel. Július 10-én azonban letartóztatták és vizsgálati fogságba helyezték. Mint kiderült, a "Vasas" c. lapban "Készül az új háború, fokozzuk ellene a védekezést!" címmel megjelent cikk miatt, kémkedés címén egy év fogházra ítélték. Ekkor került politikai okokból először börtönbe. 1935. július 9-én szabadult. Szabadulása után a "Vadászat" és a "Nimród" lapok nyomásával is megbízták és más, nagyobb volumenű munka mellett eszperantó nyelvű könyveket kezdett nyomtatni, majd kiadni.

### Műfordító, könyvkiadó és kortárs szerzők mecénása
1937-ben adta ki saját fordításában Fáy András mesekönyvét eszperantó nyelven. Emellett több saját fordítású novellagyűjteményt is megjelentetett eszperantóul. Ekkor alapította a "Szalay Irodalmi Kör"-t, melynek hírleveleiben neves szerzők írásai mellett fiatal szerzők verseit és novelláit is megjelentette.
Saját kiadásban, a cenzúrát semmibe véve, részletre, kedvezményes áron, néha ingyen nyomtatta ki fiatal munkásírók és -költők köteteit.
1939. szeptember 3-án ismét behívták. Ezúttal a rákospalotai 201. légvédelmi üteg írnoka lett. 1943. végéig szolgált itt, majd rendelkezési állományba helyezték.

## Antifasiszta ellenállás
Bár meggyőződésesen Trianon-ellenes revizionista volt, a Hungarista Mozgalommal semmilyen mértékben nem tudott azonosulni. Nyomdájában a '30-as évek végétől ugyanazon nyomdagépről kerültek le a "Vissza Nagy-Magyarországot!" és az illegális antifasiszta, háborúellenes röplapok. Emiatt megfigyelték és gyakran le is tartóztatták.
1944 márciusában ellenállási mozgalmat alapított Magyar Hazafiak Szabadság Szövetsége néven. Több más szervezkedés és párt csatlakozása után ebből hamarosan megalakult a Magyar Front, mely Intéző Bizottságának egyik titkára volt. 1944. november 22-én a többiekkel együtt Tartsai Vilmos lakásán tartóztatták le és (bár megpróbálta a nyilasokat meggyőzni, hogy ő csak konzervet ment oda vásárolni), a Margit krt-i fogházba hurcolták, ahol hetekig vallatták. Végül az ostrom idején szabadult ki. Érdemei elismeréseként 1946-ban a Magyar Szabadság Érdemrend bronz fokozatával tüntették ki.

## Hadifogság
1945. január 16-án a Barcsay utcai gimnáziumból kilépve, az akkor 17 éves László fiával együtt elfogták az oroszok és a foksányi fogolytáborba hurcolták őket. Itt hamarosan kinevezték a 15. barakk vezetőjévé ("propagandista"), aminek következményeként valamivel jobb ellátmányt kapott és ez a fia életét is megmentette, aki röviddel érkezésük után megbetegedett. Április elején, az akkor már gyógyult és megerősödött fiát továbbvitték a Szovjetunióba, őt magát pedig 30-án hazaengedték. Egy két napos zagyvarékasi megállóval, összesen nyolc nap alatt jutott haza.

## A Kommunisták börtönében, közben államosítás
1946. tavaszán több társával röplapot írt, szerkesztett és nyomott, amely felszólította a béketárgyalásokon résztvevő politikusokat, hogy etnikailag igazságosabb határokért küzdjenek. Miután 1947. karácsonyán több barátját is elhurcolták, elköltözött otthonról és egy ismerősénél bujkált márciusig. Ezután hazatért és újra dolgozni kezdett a nyomdájában, ahonnét szeptember végén vitték el az Andrássy út 60-ba. Több heti kínvallatás után izgatással vádolták meg az ekkor már kétéves röplap miatt, amiért végül jogerősen kettő év börtönt kapott. Ekkor volt harmadszorra politikai fogoly, ezúttal a másik ("saját") oldalon. A szegedi Csillagból 1950. november 18-án szabadult. Amíg ő börtönben volt, az Auróra u. 39. szám alatt található nyomdáját kártalanítás nélkül államosították és felszámolták.
Ezután több nyomdában is dolgozott és a Fővárosi Nyomdaipari Vállalattól ment nyugdíjba korrektorként 1963. május 31-én. 1981. július 20-án hajnalban hunyt el a Vas utcai kórházban szívelégtelenségben, miután előző reggel szívinfarktuson esett át.

## Eszperantista
1910. nyarán Marich Ágoston a kaposvári városházán tartott ismertető előadást az eszperantó nyelvről, ami nagy hatást tett Szalay Sándorra.
1919. őszén Takács József felajánlotta, hogy ingyenes eszperantó nyelvtanfolyamot tartana a munkásoknak Kaposváron. A tanfolyamot Szalay Sándor szervezte meg és a 130 jelentkező egyikeként maga is részt vett rajta. Gyakorlásképpen hamar levelezni kezdett. Első levelező partnere Holger Hansen dán tanító volt.
1921-ben részt vett a Magyar Munkás Eszperantó Szövetség (Hungara Esperanto Societo Laborista) kaposvári csoportja, majd 1922-ben a Magyar Országos Eszperantó Egyesület kaposvári csoportjának, megalapításában. A következő évben az általa vezetett Munkásotthonban eszperantó tanfolyamot tartott.
1932-ben belépett a Katolikus Eszperantó Egyesületbe, aminek később főtitkára lett. 
1935-től nyomdájában eszperantó nyelvű könyveket és egyéb kiadványokat nyomtatott, melyek egy részének ő volt a kiadója is.
1937-ben a magyar eszperantisták jubileumi kongresszusán 1000 téglát ajánlott fel egy eszperantó kultúrház megépítéséhez.
A Budapest, józsefvárosi Kender utcát (ma Auróra u.), ahol a 39. szám alatt nyomdája is volt, kezdeményezésére 1939-ben Eszperantó utcára nevezték át.
1941-42-ben, majd 1946-47-ben újra, a Magyar Országos Eszperantó Egyesület főtitkára volt.
1945-ben a foksányi fogolytáborban Kussinszky Kornéllal eszperantó nyelvtanfolyamot szervezett a hadifoglyoknak.
Egyéni tagja volt az Eszperantó Világszövetségnek, melynek magyarországi "delegito"-ja volt 1968-ig. Tagja volt továbbá a Magyarországi Eszperantó Szövetségnek is.

## Kitüntetései
A Magyar Szabadság Érdemrend (1946. augusztus 26. Nagy Ferenctől és Tildy Zoltántól)

## Családja
Fiai gyermekkoruk óta a nyomdában foglalatoskodván, mindketten a nyomdászatot választották hivatásul. Az idősebbik Kálmán a Dabasi Nyomda főmérnöke, majd vezérigazgatója volt nyugdíjazásáig. László a Fővárosi Nyomdaipari Vállalat 10. sz. gyáregységének volt az igazgatója. Ebben a Király (Majakovszkij) utcai nyomdában nyomták az összes fontosabb sport- és kulturális esemény plakátját és belépőjegyét. László emellett nemzetközi röplabda játékvezető volt, aki ebben a minőségében, majd sportvezetőként 1964. és 1992. között a magyar küldöttség tagjaként minden olimpián és világbajnokságon részt vett. Lánya Piroska könyvelőként dolgozott, majd az Órások Szövetkezetétől pénzügyi csoportvezetőként és főpénztárosként ment nyugdíjba. Szeretett felesége 1969 májusában rákban hunyt el.